# إيلي هيوستن موراي
إيلي هيوستن موراي (بالإنجليزية Eli Houston Murray) كان حاكما على إقليم يوتاه ما بين عامي 1880 إلى عام 1886 ولد ايلي هيوستن موراي في 10 شباط - فبراير من سنة 1843 ي ولاية كنتاكي توفي موراي في 18 تشرين الثاني - نوفمبر من سنة 1896 في ولاية كنتاكي.